# Hudson, Colorado
Hudson är en kommun (town) i Weld County i Colorado. Vid 2010 års folkräkning hade Hudson 2 356 invånare.